# マイク・ショー
マイク・ショー（Mike Shaw、本名：Michael Paul Shaw、1957年5月9日 - 2010年9月11日）は、アメリカ合衆国のプロレスラー。ミシガン州マーケット出身。
"偽インド人" マッカン・シン（Makhan Singh）、"狂人" ノーマン・ザ・ルナティック（Norman the Lunatic）、"修道僧" フライアー・ファーガソン（"The Mad Monk" Friar Ferguson）、"醜男" バスチャン・ブーガー（Bastion Booger）など、さまざまなキャラクターを演じた巨漢ヒールである。

## 来歴
地元のミシガン州ではレスリングで鳴らし、ミルウォーキーのチームでプロのソフトボール選手としても活動していた。1979年にキラー・コワルスキーの運営するスクールに入門。コワルスキーのブッキングでマサチューセッツ州のWWFのTVショーにてマイク・ストライカーの名でデビューし、ボストン・ガーデンの興行にも出場した。1981年より、ジン・キニスキーらの主宰するカナダ・バンクーバーのNWAオールスター・レスリングに、クロンダイク・マイクのリングネームで参戦。ベビーフェイスのポジションで活動し、日系アメリカ人レスラーのディーン・ホーともタッグを組んだ。
1984年にはビッグ・ベン・シャープを名乗って南アフリカに遠征し、ここで知り合ったタイガー・ジェット・シンのパートナーとして、同年11月に全日本プロレスの『世界最強タッグ決定リーグ戦』にマイク・ショー名義で初来日。ジャイアント馬場&ラッシャー木村、ジャンボ鶴田&天龍源一郎、ドリー・ファンク・ジュニア&テリー・ファンク、スタン・ハンセン&ブルーザー・ブロディ、ハーリー・レイス&ニック・ボックウィンクルなどのチームと対戦するも、白星配給係となって全敗の戦績に終わっている。
リーグ戦ではシンと仲間割れを起こしたが、以後はシンにあやかってインド人ギミックのマッカン・シンに変身。カルガリーのスタンピード・レスリングにて、新日本プロレスではシンの子分格だったガマ・シンやスティーブ "ストロング" ディザルボと共に、カラチ・ヴァイス（Karachi Vice）なるヒールのユニットを結成する。1986年10月31日には、トーナメントの決勝でオーエン・ハートを破りフラッグシップ・タイトルの北米ヘビー級王座を獲得、以降も1988年にかけてオーエンと同王座を争った。また、1988年12月30日にはヴォッカン・シンとのコンビでダイナマイト・キッド&デイビーボーイ・スミスのブリティッシュ・ブルドッグスからインターナショナル・タッグ王座を奪取している。
1989年、ジム・ロスのスカウトで初期のWCWに参戦。テディ・ロングをマネージャーに、ジョージ・スティール系の精神異常者ノーマン・ザ・ルナティックに変身。後にテディベアの好きなベビーフェイスに転じてケビン・サリバンやカクタス・ジャックと抗争、一時期は週に200ものテディベアのぬいぐるみを観客からプレゼントされるほどの会場人気を獲得した（彼はそのぬいぐるみを、小児病院に寄付していたという）。WCWでは、トラック運転手ギミックのトラッカー・ノームを演じたこともある。
WCW離脱後の1991年は、マッカン・シンのキャラクターに戻ってテキサス州ダラスのGWF（グローバル・レスリング・フェデレーション）に登場。カクタス・ジャックやスコット・アンソニーらのヒール・ユニット、ザ・カーテル（The Cartel）の一員となった。
その後はメキシコ遠征を経て、1993年にJ・J・ディロンの招きでWWFと契約。中世のカトリック修道僧をデフォルメした、マッド・モンクことフライアー・ファーガソンとして登場し、ジ・アンダーテイカーとの宗教抗争も計画されるが、ニューヨークのカトリック教会からの抗議を受けギミックの変更を余儀なくされ、新キャラクターのバスチャン・ブーガーに再変身する。ブーガーは企画段階ではガーゴイルをモチーフとする怪物キャラクターだったものの、そのコスチューム（角の付いた巨大な仮面）が当時WCWで活躍していたベイダーに類似しているとビンス・マクマホンが判断したため、最終的には下品で醜い肥満男というコミカルな中堅ヒールに収まった。バンバン・ビガロとルナ・バションのカップルとも共闘して『サバイバー・シリーズ '93』にも出場したが、ビガロと仲間割れ後の1994年上期にWWFを離れた。
セミリタイア後の2007年12月10日、『RAW』15周年記念番組のオープニング・セグメントに、サニー、メイ・ヤング、パット・パターソン、ジェリー・ブリスコ、ナックルボール・シュワルツ、ザ・ゴッドファーザーらと共にトリプルHの紹介で出演し、久々のWWE登場を果たしている。
2010年9月11日、心臓発作により死去。53歳没。

## リングネーム
NWAオールスター・レスリング
- クロンダイク・マイク（Klondike Mike）

アトランティック・グランプリ・レスリング
- マン・マウンテン・マイク（Man Mountain Mike）

ヨーロピアン・レスリング・ユニオン（南アフリカ）
- ビッグ・ベン・シャープ（Big Ben Sharpe）

スタンピード・レスリング / グローバル・レスリング・フェデレーション
- マッカン・シン（Makhan Singh）[6]

CMLL
- アーロン・グランディ（Aaron Grundy）

ワールド・チャンピオンシップ・レスリング
- ノーマン・ザ・ルナティック（Norman the Lunatic）[7]
- ノーマン・ザ・マニアック（Norman the Maniac）
- トラッカー・ノーム（Trucker Norm）

ワールド・レスリング・フェデレーション
- マイク・ストライカー（Mike Striker）
- マッド・モンク（The Mad Monk）[1]
- フライアー・ファーガソン（Friar Ferguson）[8][9]
- バスチャン・ブーガー（Bastion Booger）[10]

## 得意技
- トリップ・トゥ・ザ・バットケイブ（Trip to the Batcave）
- ヒップ・ドロップ
- ランニング・スプラッシュ
- ボディ・スプラッシュ

## 獲得タイトル
NWAオールスター・レスリング
- NWAカナディアン・タッグ王座（バンクーバー版）：2回（w / ダニー・O、ディーン・ホー）[11]

スタンピード・レスリング
- スタンピード北米ヘビー級王座：3回 [15]
- スタンピード・インターナショナル・タッグ王座：2回（w / ヴォッカン・シン、ジェリー・モロー）[16]